# Glempang (Pekuncen)
Glempang is een bestuurslaag in het regentschap Banyumas van de provincie Midden-Java, Indonesië. Glempang telt 2326 inwoners (volkstelling 2010).